# Unità e Democrazia Socialista
Il movimento di Unità e Democrazia Socialista è stata una formazione politica italiana nata nel febbraio 1989 a seguito di una scissione nel Partito Socialista Democratico Italiano e confluita successivamente nel Partito Socialista Italiano.

## Storia
Il movimento nacque a seguito della scissione dal PSDI il 15 febbraio del 1989. Vide come promotori Pier Luigi Romita e Pietro Longo nella prospettiva dell'unità socialista in relazione al nuovo corso intrapreso da Bettino Craxi, essi portarono un cospicuo gruppo di parlamentari, amministratori e dirigenti a uscire dal PSDI.
Attorno a Romita e Longo in Lombardia si ritrovarono la stragrande maggioranza di esponenti del PSDI sotto la spinta di Massari, Renato Soma allora segretario regionale del PSDI, e degli ex parlamentari Gianfranco Conti Persini  di Como e Giovanni Cuojati di Busto Arsizio. Gradualmente passarono all'UDS diversi altri esponenti socialisti democratici come i parlamentari europei Giovanni Moroni e Giuseppe Amadei di Reggio Emilia.
Tra i parlamentari aderirono alla nuova formazione Giuseppe Cerutti, Emilio De Rose, Giovanni Manzolini, Giampiero Orsello e altri.
Il primo congresso della formazione venne celebrato a Roma il 28 e 29 aprile 1989
La formazione partecipò alla campagna elettorale per le elezioni europee del 1989 candidando nelle liste del PSI Pier Luigi Romita che fu uno dei primi eletti dopo Craxi. Successivamente l'UDS confluì nel PSI l'11 ottobre 1989.